# Musée Fenaille
Le musée Fenaille est un musée d'histoire, d'archéologie et d'art situé à Rodez dans le département de l'Aveyron.

## Origine
L'histoire du musée Fenaille débute en 1837 par la volonté des premiers membres de la Société des lettres, sciences et arts de l'Aveyron de créer un musée afin de rassembler de nombreuses et riches collections. Les œuvres abondent et il est rapidement cherché un local afin d'exposer tout cela.

## L'hôtel de Jouery
En 1929 le mécène Maurice Fenaille (1855-1937), offre à la Société des lettres, sciences et arts de l'Aveyron un hôtel particulier situé dans le centre de Rodez, à côté de l'hôtel de ville : l'hôtel de Jouéry.
En 1937, le musée est inauguré dans ce lieu, 100 ans après sa création, et n'a pas déménagé depuis. Les façades et toitures du Musée sont classées au titre des monuments historiques par arrêté du 25 juillet 1944.

## Collections
Les collections couvrent les périodes allant du Paléolithique à nos jours. Plusieurs appartiennent à la Société des lettres, sciences et arts de l'Aveyron. De nombreux bienfaiteurs ont également fait des dons, environ 25 000 pièces constituent le fonds du musée.
Le musée Fenaille possède une célèbre collection de statues-menhirs, accompagnées d'objets quotidiens du peuple qui occupa le Rouergue au Néolithique.
La vie des Rutènes est illustrée par des sépultures, sculptures, mosaïques et objets de la vie quotidienne.
Le Moyen Âge est représenté avec des sculptures provenant de couvents et d'églises de la région et par des objets de la vie courante.
Le XVIe siècle et la Renaissance sont illustrés quant à eux par des tapisseries commandées par les évêques de Rodez, des vitraux et des sculptures. L'ameublement d'une maison bourgeoise à la fin du XVIe et au début du XVIIe siècle est aussi exposé.
Maurice Fenaille fit la connaissance d'Auguste Rodin en 1885 et devint un de ses mécènes pendant près de 30 ans. Le musée Rodin a déposé six sculptures — une sélections de portraits de Madame Fenaille par Rodin — dans la collection permanente du musée.

### Sculptures
- Statue menhir de La Raffinié[6].
- Statue-menhir dite la « Dame de Saint-Sernin », chef-d'œuvre de l'art néolithique, découverte en 1888 à Saint-Sernin-sur-Rance[7].
- Statue-menhir des Maurels[8].
- Statue-menhir de Jouvayrac[9].
- Statue-menhir de Tauriac 2 – Cénomes[10].
- Statue-menhir de Tauriac 1[11].
- Statue-menhir de Sainte-Léonce[12].
- Statue-menhir de Saumecourte 1[13].

Sculptures exposées au musée Fenaille
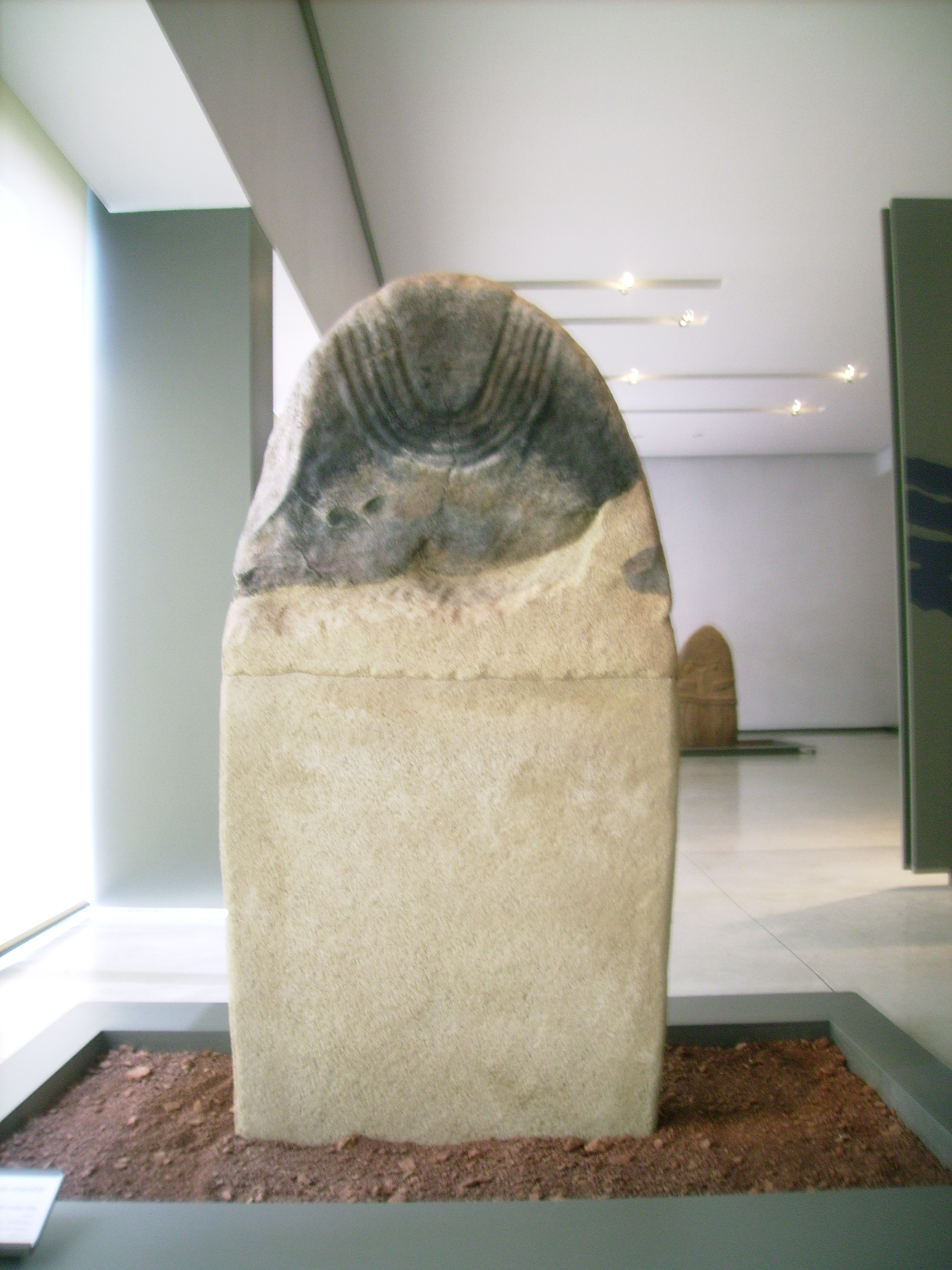
Statue menhir de La Raffinié (Néolithique).
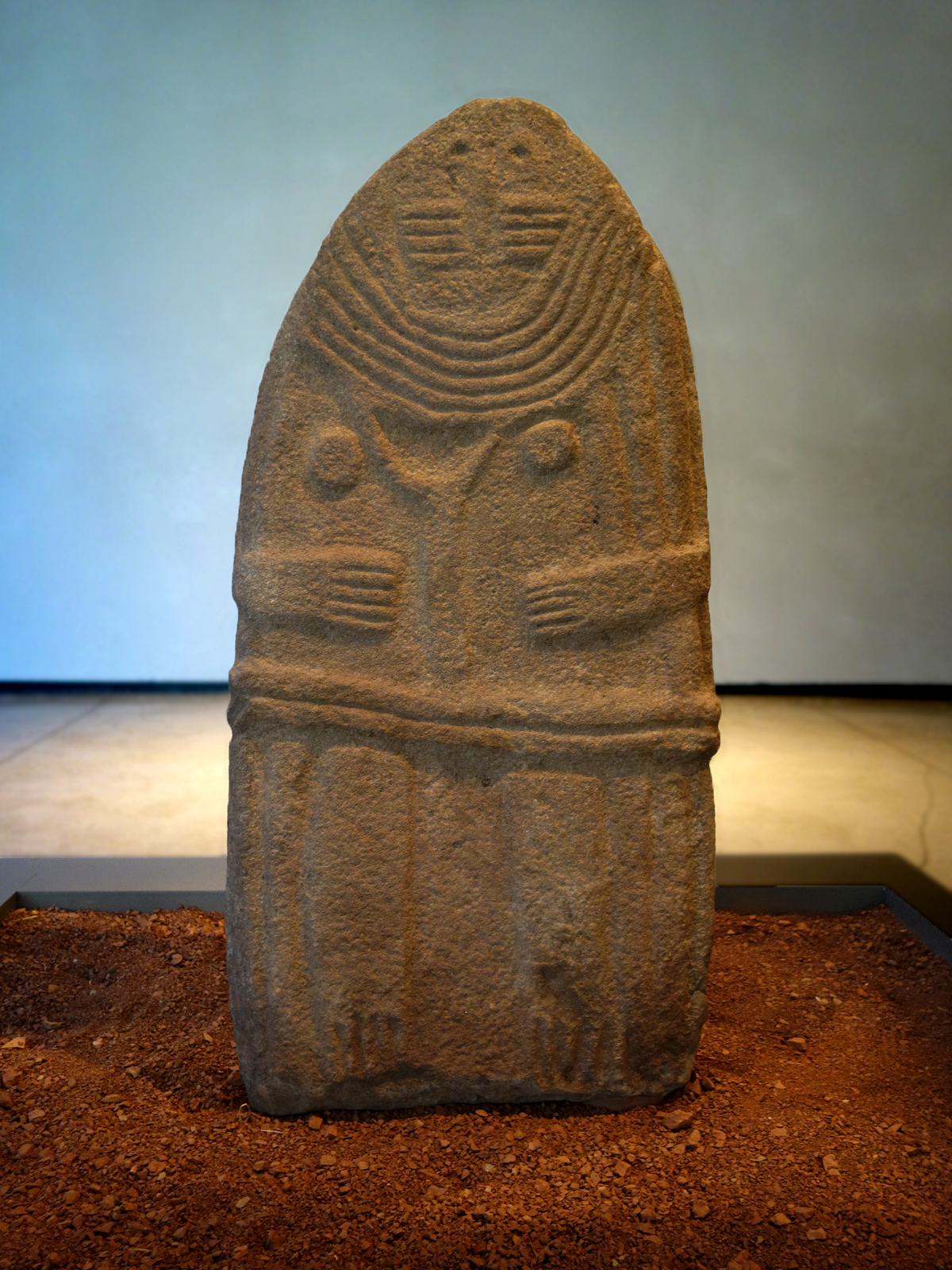
Statue-menhir dite la « Dame de Saint-Sernin » (Néolithique).
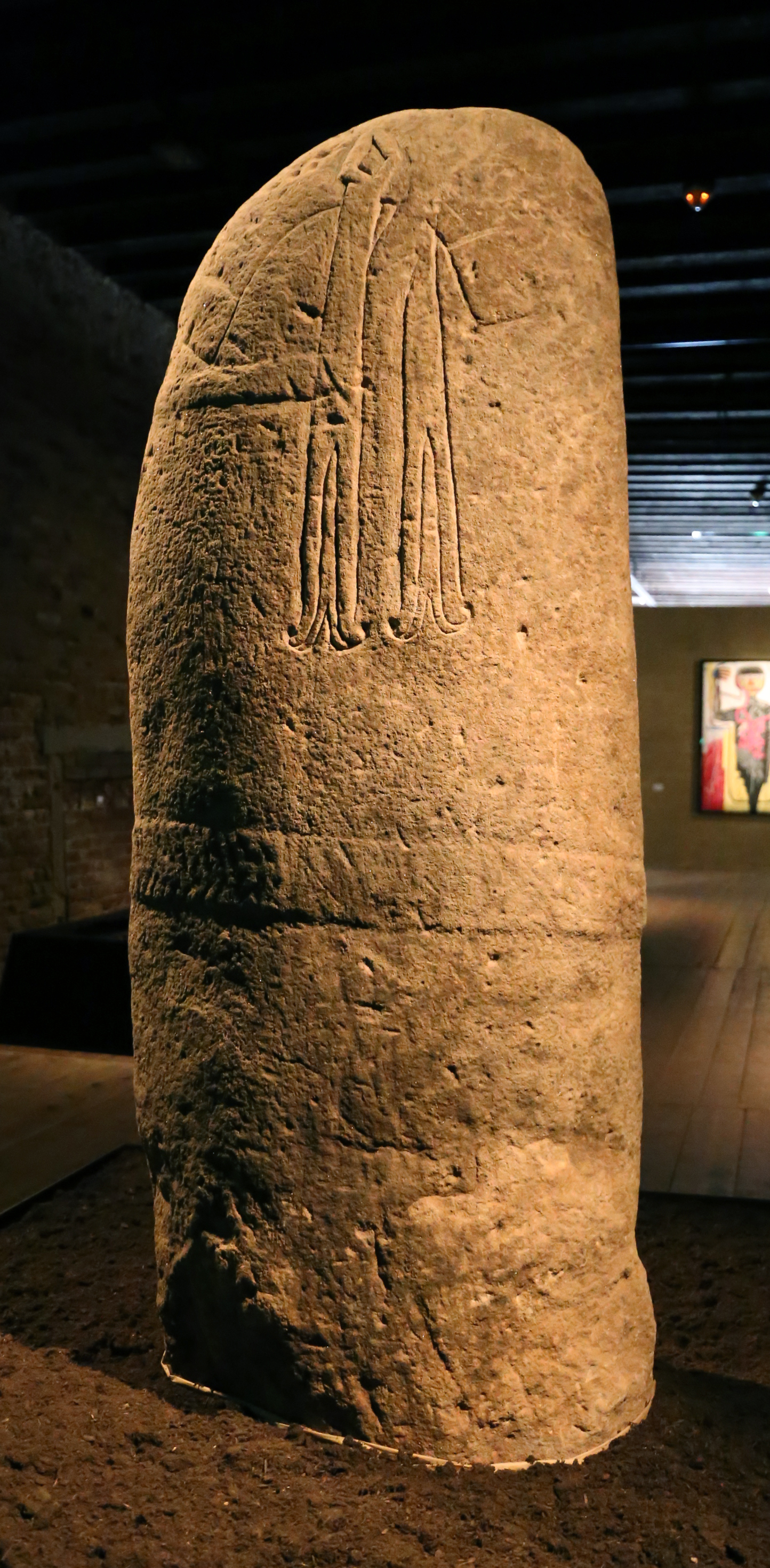
Statue-menhir des Maurels (Néolithique).
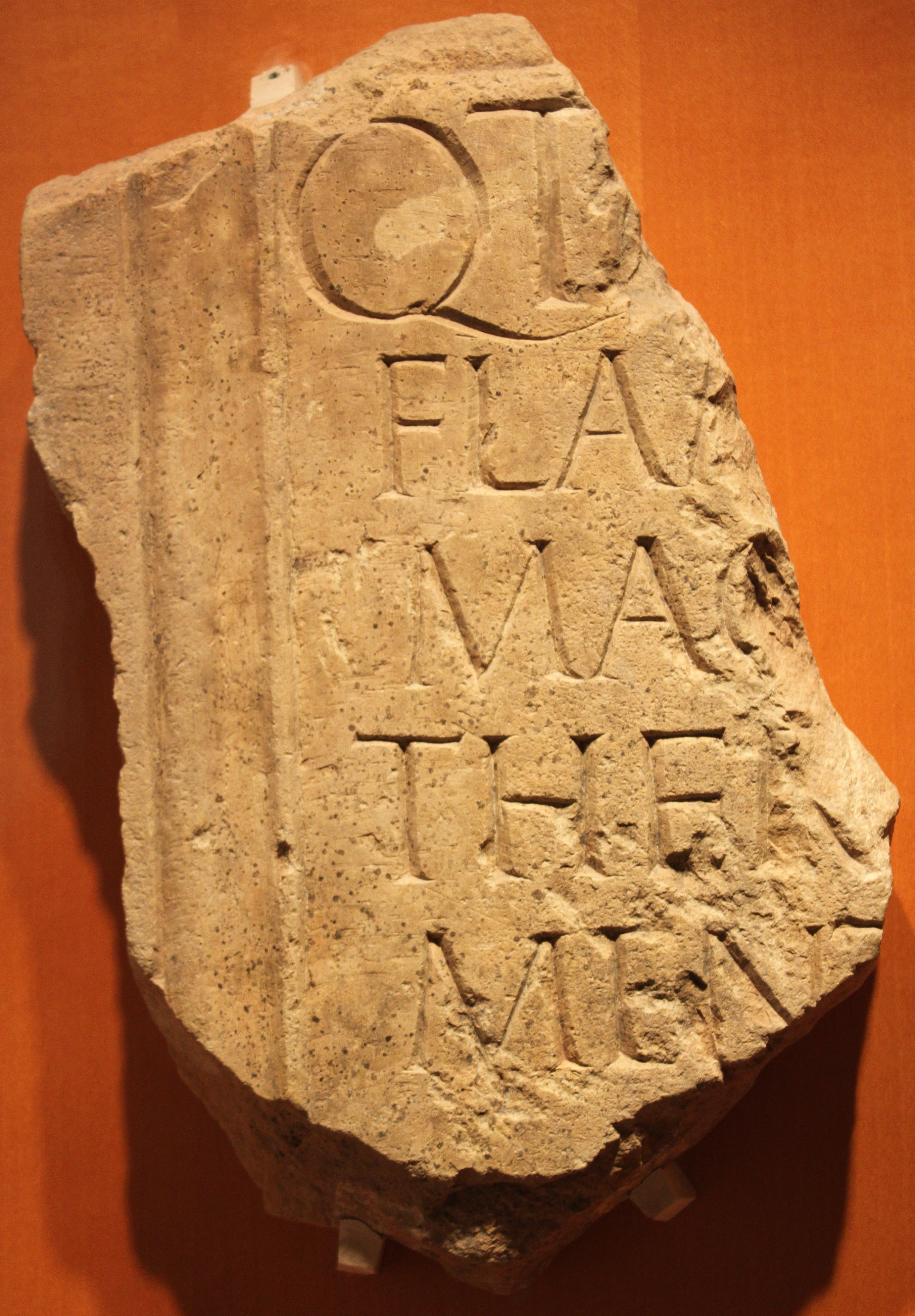
Fragment d'inscription latine d'époque romaine retrouvé à Rodez.
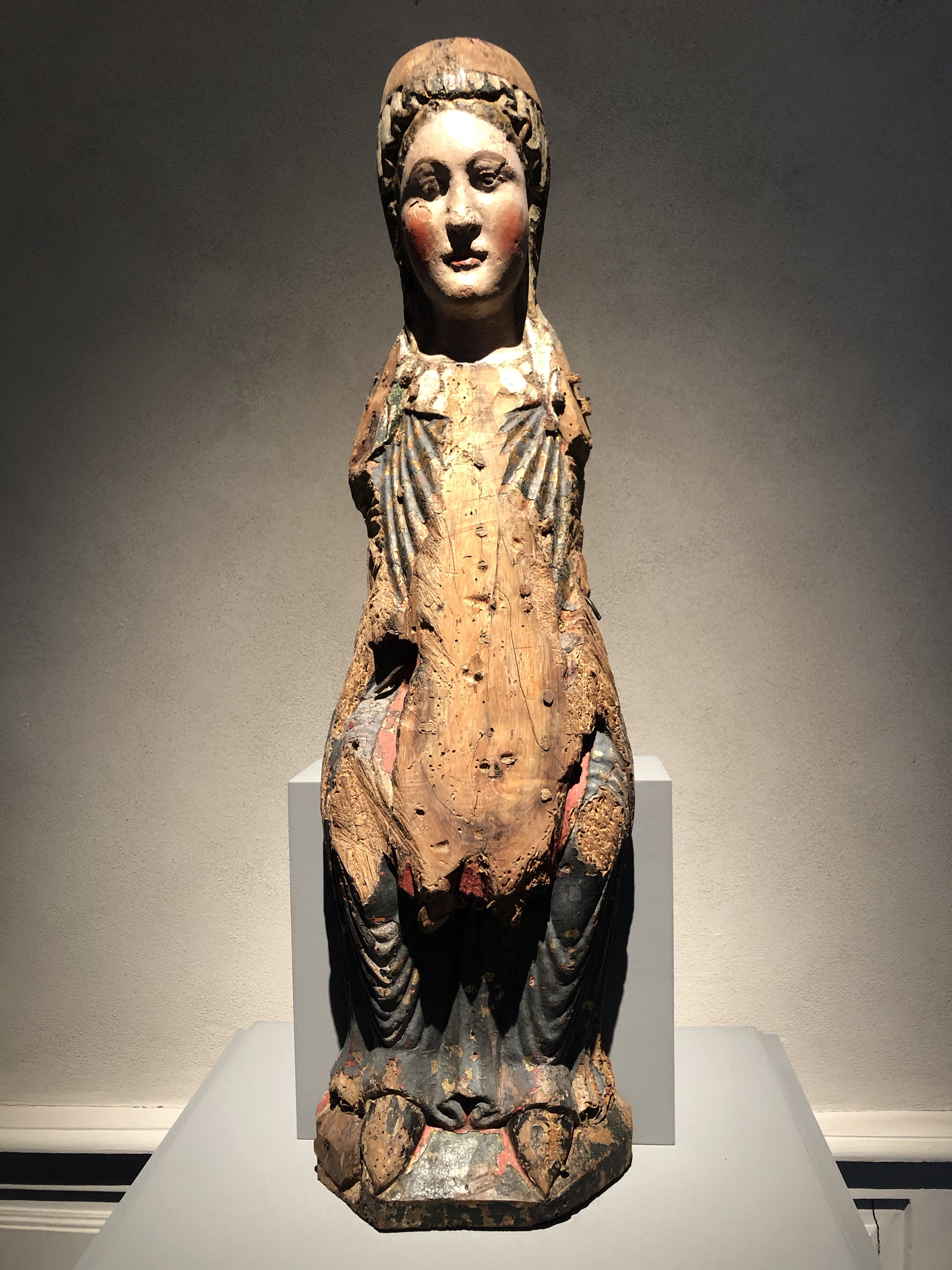
Vierge en majesté (XIIe siècle).
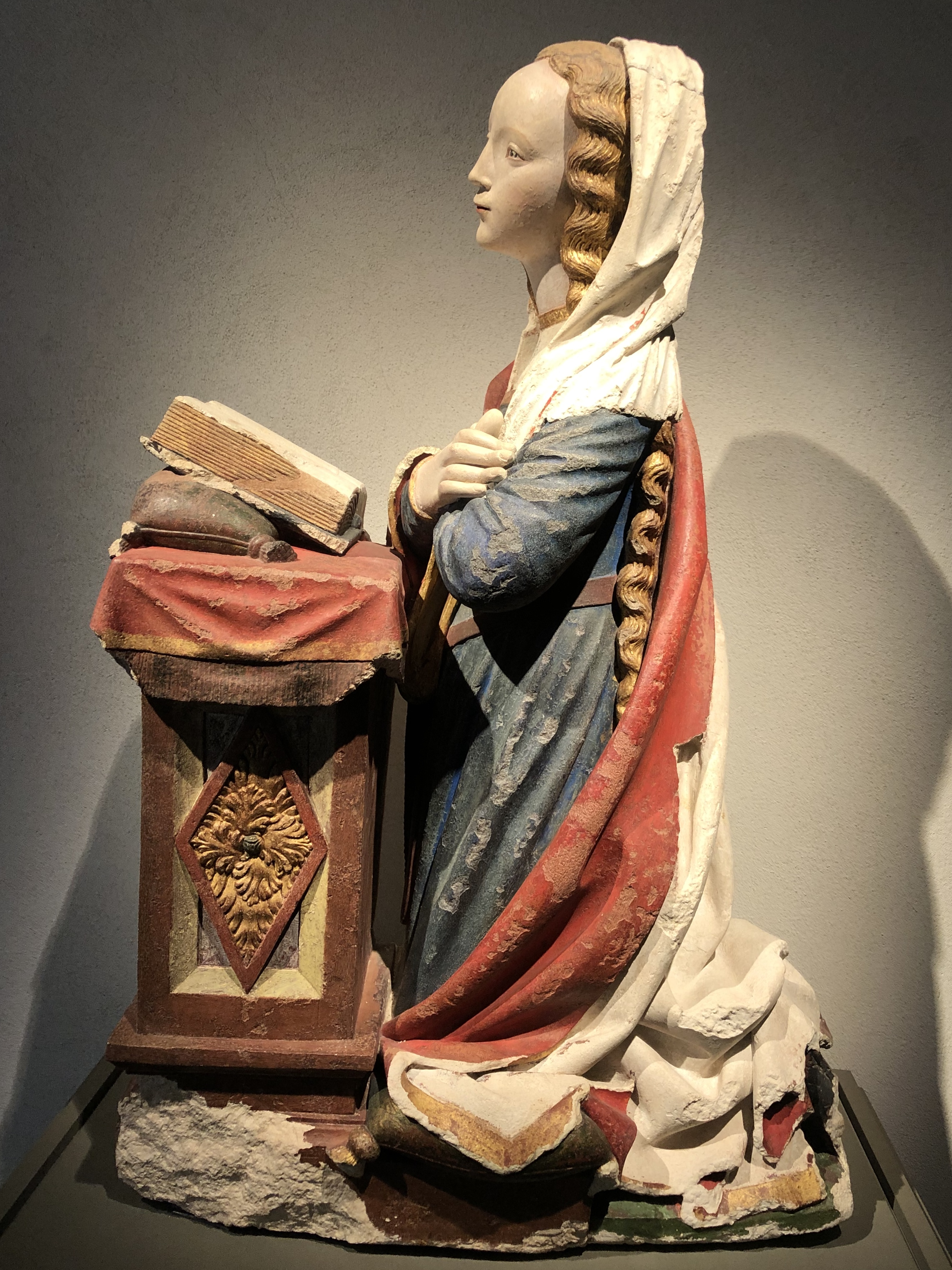
Vierge de l'Annonciation (XVIe siècle).
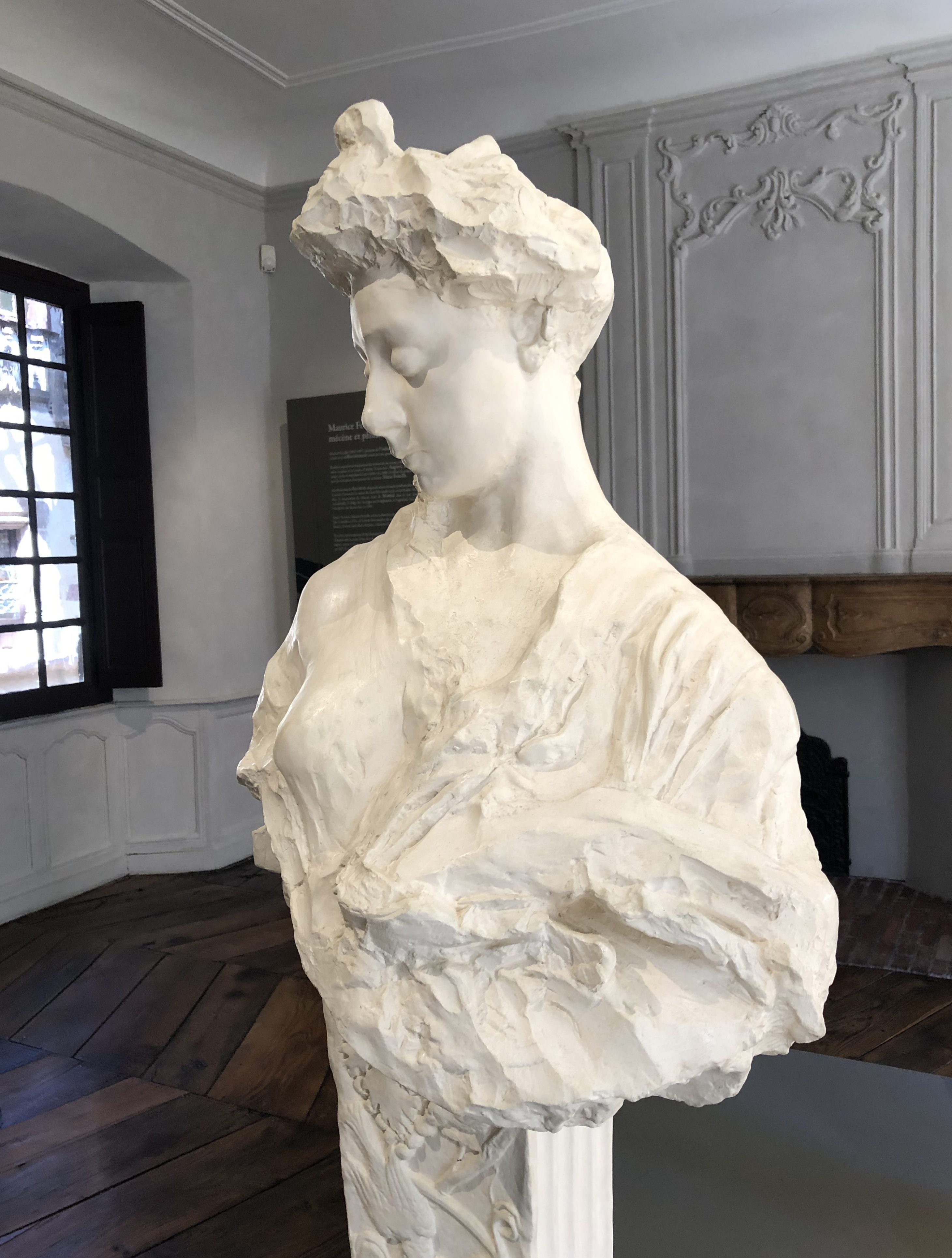
Auguste Rodin, Buste de Madame Fenaille (1898), plâtre.

## Fréquentation
Pour des raisons techniques, il est temporairement impossible d'afficher le graphique qui aurait dû être présenté ici.

Source : Fréquentation des Musées de France, ministère de la Culture